# Adobe Edge Animate
Adobe Edge Animate（前稱Adobe Edge）是由Adobe Systems開發的一款web開發工具，此工具使用了HTML5、Javascript和CSS3的功能。現在成為Adobe Edge Suite的一部分，可從Adobe Creative Cloud試用30日。2015年11月，Edge Animate停止開發。隨後所有鏈結定向至Adobe Animate。

## 簡介
2011年8月1日，Adobe宣布開發Edge作為一種新的多媒體創作工具，以便繼承瀏覽器的Flash平台，並發布預覽版本的軟件。Edge建基於HTML5，JavaScript，jQuery和CSS3的程式架構並同時兼容於HTML5兼容的瀏覽器。
2011年11月9日，Adobe宣布不再為移動平台瀏覽器開發Flash併計劃開發具有更高的技術和水平（如HTML5，JavaScript和CSS3）的新產品。Flash和Adobe AIR將繼續支援於移動平台上（Native 應用程式）。 然而，Flash CC的最新版本可以非SWF格式發布，這些格式將在Apple專有的移動平台（例如iPad和iPhone）上播放。
2015年11月，Adobe宣布Edge Animate不再開發。

## Adobe Edge 預覽版
Adobe Edge的預覽版於2011年8月首次發佈到Adobe Labs，並在24小時內下載了5萬次。

## 外部連結
- 官方網站（页面存档备份，存于）